# Rhinella iserni
Espèce
Synonymes
- Oxyrhynchus iserni Jimenez de la Espada, 1875
- Bufo iserni (Jimenez de la Espada, 1875)

Statut de conservation UICN

 DD  : Données insuffisantes
Rhinella iserni est une espèce d'amphibiens de la famille des Bufonidae.

## Répartition
Cette espèce est endémique de la région de Junín au Pérou. Elle se rencontre dans les vallées andines du Río Chanchamayo et du Río Perené.

## Étymologie
Cette espèce est nommée en l'honneur de Juan Isern Battló y Carrera (1821–1866).

## Publication originale
- Jiménez de la Espada, 1875 : Vertebrados del viaje al Pacifico : verificado de 1862 a 1865 por una comisión de naturalistas enviada por el Gobierno Español : batracios, p. 1-208 (texte intégral).